# العلاقات الفلبينية الرومانية
العلاقات الفلبينية الرومانية هي العلاقات الثنائية التي تجمع بين الفلبين ورومانيا.

## مقارنة بين البلدين
هذه مقارنة عامة ومرجعية للدولتين:
| وجه المقارنة                                              | الفلبين                       | رومانيا                                                                               |
| --------------------------------------------------------- | ----------------------------- | ------------------------------------------------------------------------------------- |
| المساحة (كم2)                                             | 343.45 ألف                    | 238.40 ألف                                                                            |
| عدد السكان (نسمة)                                         | 104.92 مليون                  | 19.59 مليون                                                                           |
| الكثافة السكانية (ن./كم²)                                 | 305.49                        | 82.17                                                                                 |
| العاصمة                                                   | مانيلا                        | بوخارست                                                                               |
| اللغة الرسمية                                             | اللغة الفلبينية، لغة إنجليزية | اللغة الرومانية                                                                       |
| العملة                                                    | بيسو فلبيني                   | ليو روماني                                                                            |
| الناتج المحلي الإجمالي (بليون دولار)                      | 313.60 مليار                  | 211.80 مليار                                                                          |
| الناتج المحلي الإجمالي (تعادل القوة الشرائية) بليون دولار | 743.90 مليار                  | 465.56 مليار                                                                          |
| الناتج المحلي الإجمالي الاسمي للفرد دولار أمريكي          | 2.90 ألف                      | 9.47 ألف                                                                              |
| الناتج المحلي الإجمالي للفرد دولار أمريكي                 | 7.39 ألف                      | 23.63 ألف                                                                             |
| مؤشر التنمية البشرية                                      | 0.668                         | 0.793                                                                                 |
| رمز المكالمات الدولي                                      | +63                           | +40                                                                                   |
| رمز الإنترنت                                              | .ph                           | .ro                                                                                   |
| المنطقة الزمنية                                           | توقيت الفلبين                 | ت ع م+02:00، ت ع م+03:00، أوروبا/بوخارست ‏، توقيت شرق أوروبا، توقيت شرق أوروبا الصيفي ‏ |

## مدن متوأمة
في ما يلي قائمة باتفاقيات التوأمة بين مدن فلبينية ورومانية:
- ترتبط ماكاتي مع كلوج نابوكا باتفاقية توأمة.
- ترتبط مانيلا مع بوخارست باتفاقية توأمة منذ 1966.[22][22][22]
- ترتبط مونتنلوبا مع بيتيشت باتفاقية توأمة.
- ترتبط مانداوي مع باكاو باتفاقية توأمة.

## منظمات دولية مشتركة
يشترك البلدان في عضوية مجموعة من المنظمات الدولية، منها:
| علم المنظمة | اسم المنظمة                               | تاريخ انضمام الفلبين | تاريخ انضمام رومانيا |
| ----------- | ----------------------------------------- | -------------------- | -------------------- |
|             | مؤسسة التنمية الدولية                     | 28 أكتوبر 1960       | 12 أبريل 2014        |
|             | المنظمة الهيدروغرافية الدولية             | ?                    | ?                    |
|             | مؤسسة التمويل الدولية                     | 12 أغسطس 1957        | 23 سبتمبر 1990       |
|             | منظمة حظر الأسلحة الكيميائية              | ?                    | ?                    |
|             | يونسكو                                    | 21 نوفمبر 1946       | 27 يوليو 1956        |
|             | الأمم المتحدة                             | 24 أكتوبر 1945       | 14 ديسمبر 1955       |
|             | الاتحاد الدولي للاتصالات                  | 25 مايو 1912         | 9 فبراير 1866        |
|             | منظمة الشرطة الجنائية الدولية             | ?                    | ?                    |
|             | البنك الدولي للإنشاء والتعمير             | 27 ديسمبر 1945       | 15 ديسمبر 1972       |
|             | الاتحاد البريدي العالمي                   | ?                    | ?                    |
|             | المركز الدولي لتسوية المنازعات الاستشارية | 17 ديسمبر 1978       | 12 أكتوبر 1975       |
|             | وكالة ضمان الاستثمار متعدد الأطراف        | 8 فبراير 1994        | 10 سبتمبر 1992       |
|             | منظمة التجارة العالمية                    | 1995                 | 1995                 |
|             | الفريق المعني برصد الأرض                  | ?                    | ?                    |

## وصلات خارجية
- موقع وزارة الخارجية الفلبينية
- موقع وزارة الخارجية الرومانية